# Teresa Stolz
Teresa Stolz, nada Tereza Stolzová, (Kostelec nad Labem, 2 de juny de 1834 - Milà, 23 d'agost de 1902) va ser una soprano txeca, establerta durant gran part de la seua vida a Itàlia, i associada a moltes estrenes d'òperes de Giuseppe Verdi, amb qui possiblement va tenir una relació sentimental. Va ser qualificada com «la soprano dramàtica verdiana per excel·lència, punyent, apassionada en l'expressió, però discreta en els gestos i segura en l'afinació i el control».

## Biografia
Teresa Stolz nasqué com Tereza Stolzová (De vegades emprava algun diminutiu del seu nom, com ara Teresina, Teresie o Terezie) a Kostelec nad Labem, a la regió de Bohèmia, aleshores part de l'Imperi Austrohongarès, l'any 1834. Va fer els estudis sota el mestratge de Josef Neruda, i després al Conservatori de Praga, amb Giovanni Battista Gardigiani. Va eixir del Conservatori a l'octubre de 1851, però continuà els seus estudis amb Voytěch Cabouna. Es va traslladar a Trieste on residia el seu germà, i hi va estudiar amb Luigi Ricci (el qual havia dirigit l'estrena d'Il corsaro, de Verdi, l'any 1848 i qui després esdevindria cunyat seu). Va fer el seu debut a Tbilisi l'any 1857 i també va actuar a Odessa, Constantinoble, Niça, Granada i d'altres llocs. L'any 1864 va traslladar-se a Itàlia, on va ser deixebla de Francesco Lamperti a Milà. Va fer el seu debut italià a Torí l'any 1864. Entre els anys 1865 i 1877 va aparèixer amb regularitat a La Scala de Milà.

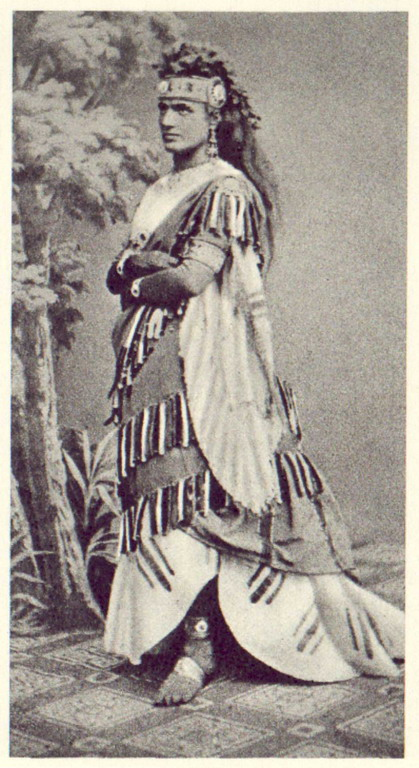
Teresa Stolz en el paper protagonista dAida, Parma, 1872

Va participar en el paper de Leonora en la versió revisada de La forza del destino, de Verdi, que es va estrenar a Milà el 27 de febrer de 1869. També va cantar en l'estrena de la versió revisada del Don Carlos.
Fou la primera soprano que cantà el paper d'Aida a Itàlia (La Scala, 8 de febrer de 1872; també la seua estrena europea). Verdi no havia assistit a l'estrena absoluta del Caire, l'anterior desembre, i s'hi va involucrar molt en l'estrena milanesa, que gairebé va considerar l'estrena vertadera.
Stolz va ser també la soprano solista en l'estrena del Rèquiem de Verdi, que va tenir lloc el 22 de maig de 1874. També va cantar aquesta obra, sota la direcció del mateix compositor, al Royal Albert Hall de Londres l'any 1875. Va cantar novament Aida sota la dierecció de Verdi a Viena, l'any 1875, i a París l'any 1876.
Entre d'altres, va cantar els papers protagones de Lucrezia Borgia de Donizetti, Norma de Bellini i Giovanna d'Arco de Verdi; la Mathilde de Guillem Tell de Rossini, l'Alice de Robert le diable de Meyerbeer, l'Amelia d'Un ballo in maschera, la Gilda de Rigoletto i la Desdemona d'Otel·lo. Durant la seua carrera va viatjar molt i va actuar en moltes ciutats: Moscou, Sant Petersburg, El Caire, Palerm, Bolonya, Milà, Viena, París i Londres es troben entre els llocs que va visitar.

## Vida privada
Va prometre's amb el director d'orquestra i compositor Angelo Mariani. Aquesta relació va acabar l'any 1871, arran d'una sèrie de complicacions que van sorgir. Mariani i Verdi havien estat grans amics, però van enemistar-se l'any 1871 arran de la indecisió mostrada per Mariani quan Verdi li va demanar que dirigira l'estrena d'Aida al Caire. Stolz va ser acusada de tenir una relació amorosa amb Verdi, però tot i que l'acusació es va emetre, mai no ha pogut ser demostrada. Verdi va invertir una gran i inusual quantitat de temps treballant amb ella per l'estrena d'Aida a Milà, l'any 1872. Mariani va morir de càncer l'any 1873. El 4 de setembre de 1875, un diari florentí, la Rivista independente, va publicar el primer de cinc articles amb detalls íntims de la vida de Stolz, i la va acusar de relacions immorals tant amb Mariani com amb Verdi. El que pot dir-se amb seguretat és que la Stolz va trencar amb Mariani amb l'aplaudiment tant de Verdi com de la seua segona muller, Giuseppina Strepponi, la suposada part "enganyada", qui prèviament havia parlat a les seues cartes del «continu engany» de Stolz. Va ser un afer molt complicat, i encara es va embolicar més amb la publicació de suposades cartes de Strepponi en les quals es referia a «la meua benvolguda amiga Teresina ... qui sempre s'ha mostrat com una amiga fidel». Avui dia se sap que aquestes cartes van ser falsificacions; i la veritat de tot plegat ha estat discutida des de llavors. La relació de Stolz amb Verdi es va intensificar després de la mort de Stepponi, l'any 1897, però la naturalesa d'aquella relació, platònica o romàntica, encara resta desconeguda.
Va morir a Milà l'any 1902, un any després de Verdi, i hi va ser enterrada.
Tenia dues germanes bessones idèntiques majors, Francesca (Fanny) i Ludmila (Lidia), ambdues cantants. Van viure obertament amb el seu antic professor, el compositor i director d'orquestra Luigi Ricci, qui es va casar amb Ludmila, però mantenint una relació paral·lela amb Francesca. Ricci va tenir una filla de Ludmila, Adelaide (Lella) Ricci, qui també va ser cantant. Lella (neboda de Teresa) va quedar-se embarassada (possiblement de Bedřich Smetana), però avortà i morí a causa de les complicacions a l'edat de 21 anys.
De Francesca, Luigi Ricci va tenir un fill, Luigi Ricci (nebot de Teresa), el qual va ser director d'orquestra i compositor. Va heretar la mansió de Teresa i canvià el seu nom pel de Luigi Ricci-Stolz.
El compositor Robert Stolz és també renebot de Teresa, però per altra línia familiar.

## Homenatges
- A Kostelec hi ha una sala amb el seu nom.[9]